# 日本史記
『日本史記』（にほんしき）は、明治時代に近藤瓶城によって紀伝体で記された日本の歴史書。最初は『國史弘簡錄』として刊行され、のちに『日本史記』と改題された。全147巻。

## 構成
- 『日本史記 上篇』前川文栄堂。40巻（神武天皇から安徳天皇まで）
- 『日本史記 中篇』前川文栄堂。58巻（後鳥羽天皇から後奈良天皇まで）
- 『日本史記 下篇』前川文栄堂、1884年。正親町天皇から明治天皇まで、49巻14冊。